# Scogliere di Los Gigantes

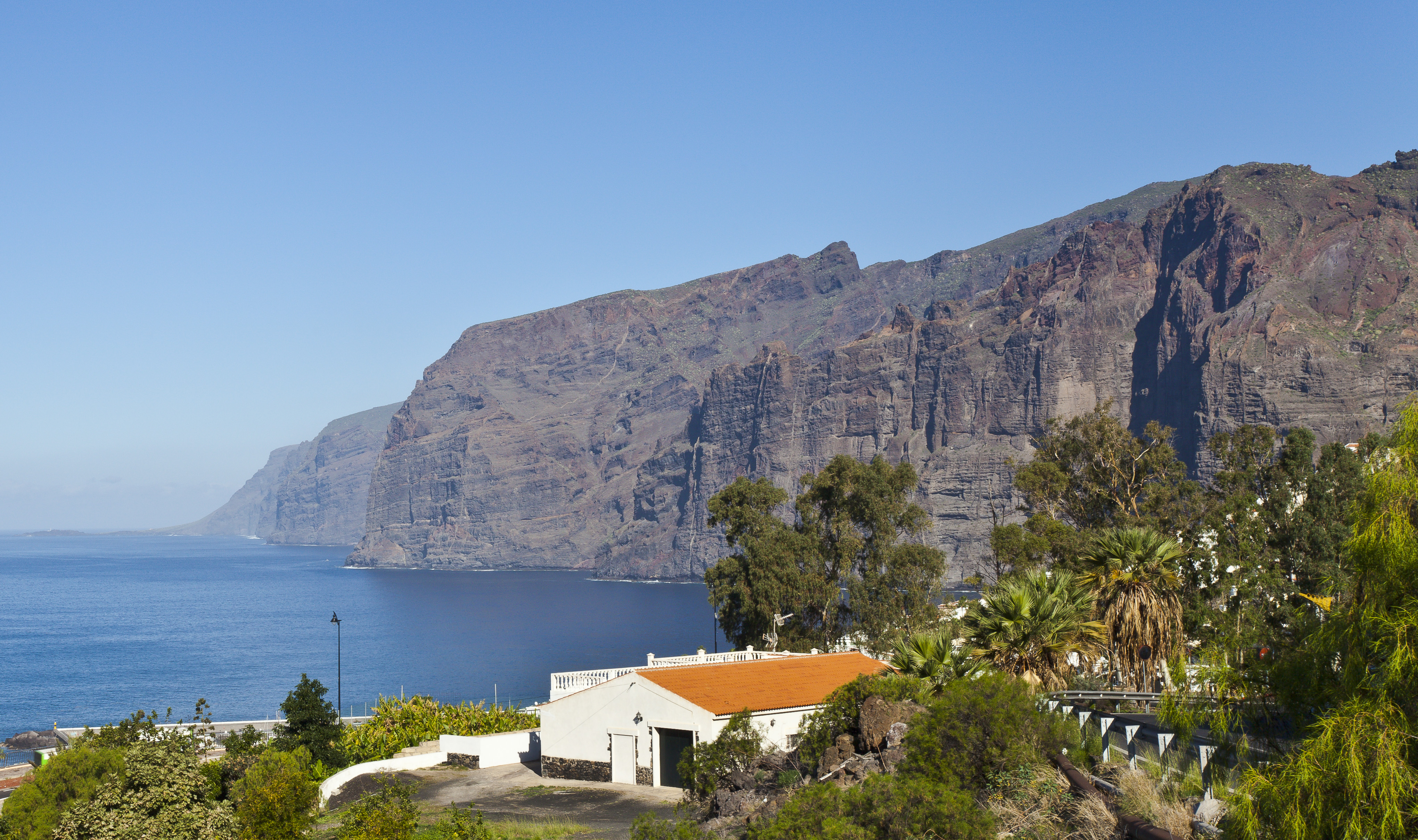
Vista della scogliera

Le scogliere di Los Gigantes (in italiano scogliere dei Giganti) sono delle scogliere di origine vulcanica situate sulla costa occidentale dell'isola di Tenerife, in Spagna.

## Descrizione
Caratterizzato da pareti verticali che scendono a picco sull'oceano con altezze che vanno da 300 a oltre 600 metri,  sono amministrativamente localizzate tra i comuni di Buenavista del Norte (per la maggior parte) e Santiago del Teide, all'interno del Parque Rural de Teno.
Ai tempi dei Guanci erano conosciuti come "Muro dell'Inferno" o "Muro del Diavolo", poiché la loro geografia costituita da lava molto scura è praticamente insormontabile verso l'interno dell'isola. Solo alcune gole si fanno strada attraverso le scogliere, lasciando insenature o piccole spiagge di sabbia o ghiaia naturali, frequentate da imbarcazioni.
La condizione paesaggistica, così come la climatologia, ha favorito lo sviluppo di un'importante urbanizzazione turistica negli ultimi anni sulla costa di Santiago del Teide, con un porto turistico, nonché una vasta area residenziale e alberghiera. Vicino a questa città ci sono altre località turistiche come Playa de La Arena, Puerto de Santiago e il paese di Los Gigantes. Questa zona dista 125 km dalla capitale dell'isola, Santa Cruz de Tenerife, e 45 km dall'aeroporto internazionale di Tenerife.

## Luoghi d’interesse
- Risco Blanco (865 m)

- Montaña GiaGia (815 m)
- La finestra sulle stelle (800 m)
- Cruz de los mineiros (807 m)
- Barranco Mancha de Los Diaz (20 m)

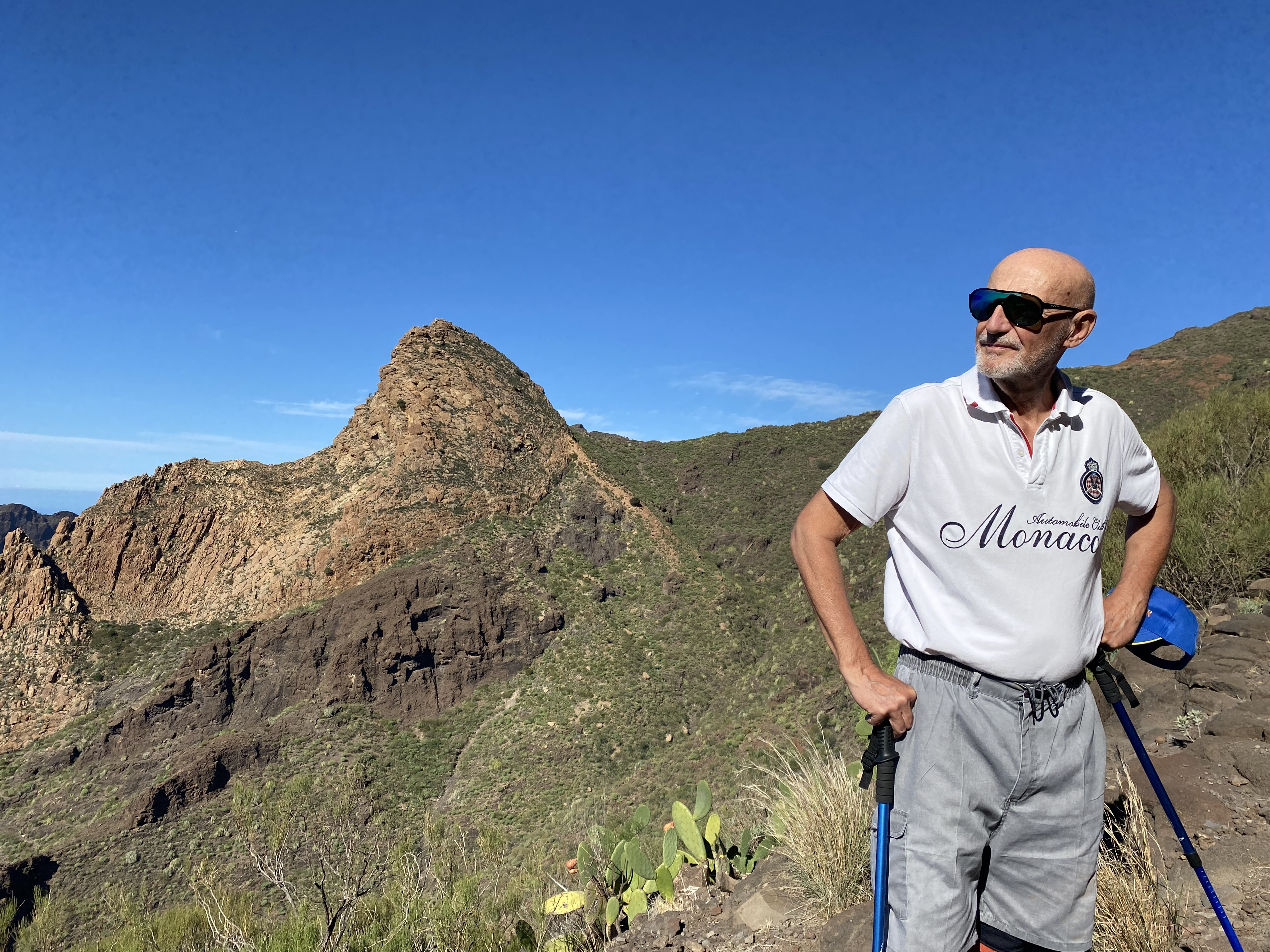
Risco Blanco.

- Masca
- Los Quemados
- Playa de Masca
- Degollada de Roques